# Nati nel 1998/Settembre
| Questa pagina contiene informazioni ricavate automaticamente dalle voci biografiche con l'ausilio del template Bio e di un bot. L'aggiornamento è periodico e automatico e ricostruisce completamente la pagina. Se manca una persona in questa lista, sei pregato di non aggiungerla, ma accertati piuttosto che la sua voce biografica contenga il template Bio e che i dati anagrafici siano correttamente compilati. Se il template Bio manca, inseriscilo tu stesso o, in alternativa, metti l'avviso {{tmp\|Bio}} che ne segnala la mancanza. Se i dati riportati sono sbagliati, correggi direttamente la voce biografica; le modifiche saranno visibili in questa lista entro pochi giorni. Per chiarimenti vedi il progetto biografie. La lista contiene solo le 352 persone che sono citate nell'enciclopedia e per le quali è stato implementato correttamente il template Bio. Pagina aggiornata al 18 ago 2025. |

- 1º settembre - Al-Wajid Aminu, cestista statunitense
- 1º settembre - Fin Argus, attore, cantante e musicista statunitense
- 1º settembre - Payton Caffrey, pallavolista statunitense
- 1º settembre - Juan Manuel Celaya, tuffatore messicano
- 1º settembre - George Johnston, calciatore scozzese
- 1º settembre - Anneli Maley, cestista australiana
- 1º settembre - Salah Mohsen, calciatore egiziano
- 1º settembre - Aidan O'Connell, giocatore di football americano statunitense
- 1º settembre - Josh Okogie, cestista nigeriano
- 1º settembre - Ognjen Čarapić, cestista montenegrino
- 2 settembre - Awn Al-Saluli, calciatore saudita
- 2 settembre - Nickeil Alexander-Walker, cestista canadese
- 2 settembre - Juan Ducasse, cestista uruguaiano
- 2 settembre - Matt Freese, calciatore statunitense
- 2 settembre - Edwin Herrera, calciatore colombiano
- 2 settembre - Said Karimulla Khalili, biatleta russo
- 2 settembre - Dwight Ramos, cestista filippino
- 2 settembre - John Samuel Shenker, giocatore di football americano statunitense
- 2 settembre - Rasmus Stegfeldt, sciatore freestyle svedese
- 2 settembre - Natalia Vega, nuotatrice artistica statunitense
- 2 settembre - Gaute Høberg Vetti, calciatore norvegese
- 3 settembre - Olivija Baleišytė, pistard e ciclista su strada lituana
- 3 settembre - Radinio Balker, calciatore olandese
- 3 settembre - Cameron Dantzler, giocatore di football americano statunitense
- 3 settembre - Kristian Fulton, giocatore di football americano statunitense
- 3 settembre - José Montenegro, cestista panamense
- 3 settembre - Joni Montiel, calciatore spagnolo
- 3 settembre - Kanaphan Puitrakul, attore thailandese
- 4 settembre - Sophie Capewell, pistard britannica
- 4 settembre - Mateo Chiarini, cestista argentino
- 4 settembre - Toni Domgjoni, calciatore kosovaro
- 4 settembre - Sof'ja Fëdorova, ex snowboarder russa
- 4 settembre - Felix Groß, pistard e ciclista su strada tedesco
- 4 settembre - Brady Manek, cestista statunitense
- 4 settembre - Yussif Moussa, calciatore nigerino
- 4 settembre - Sylvanus Nimely, calciatore liberiano
- 4 settembre - Oleksandr Okipnjuk, sciatore freestyle ucraino
- 4 settembre - Yan Matheus Santos Souza, calciatore brasiliano
- 5 settembre - Helena Barlow, attrice britannica
- 5 settembre - Alexia Chartereau, cestista francese
- 5 settembre - Caroline Dolehide, tennista statunitense
- 5 settembre - Tyree Gillespie, giocatore di football americano statunitense
- 5 settembre - Risto Jankov, calciatore macedone
- 5 settembre - Mac Jones, giocatore di football americano statunitense
- 5 settembre - Levi Lumeka, calciatore inglese
- 5 settembre - Davion Mitchell, cestista statunitense
- 5 settembre - Matteo Rizzo, pattinatore artistico su ghiaccio italiano
- 5 settembre - Pedro Lucas, calciatore brasiliano
- 6 settembre - Kiernan Dewsbury-Hall, calciatore inglese
- 6 settembre - Rd da ilha, cantante brasiliano
- 6 settembre - Dzmitryj Padstrėlaŭ, calciatore bielorusso
- 6 settembre - Michele Perniola, cantante e personaggio televisivo italiano
- 6 settembre - Charlie Quarterman, ex ciclista su strada britannico
- 6 settembre - Juljan Shehu, calciatore albanese
- 6 settembre - Agim Zeka, calciatore albanese
- 7 settembre - Roberto Alvarado, calciatore messicano
- 7 settembre - Steven Amiez, sciatore alpino francese
- 7 settembre - Gerardo Arteaga, calciatore messicano
- 7 settembre - Boubacar Fofana, calciatore francese
- 7 settembre - Denis Granečný, calciatore ceco
- 7 settembre - Damian Hardung, attore tedesco
- 7 settembre - Mikayla Harvey, ciclista su strada neozelandese
- 7 settembre - Chimwemwe Idana, calciatore malawiano
- 7 settembre - Ivan Ivančenko, calciatore russo
- 7 settembre - Ermal Krasniqi, calciatore kosovaro
- 7 settembre - Jakov Medić, calciatore croato
- 7 settembre - Olabiran Muyiwa, calciatore ivoriano
- 7 settembre - Cindy Ngamba, pugile camerunese
- 7 settembre - Ion Nicolăescu, calciatore moldavo
- 7 settembre - Eveliina Piippo, fondista finlandese
- 7 settembre - Ola Solbakken, calciatore norvegese
- 7 settembre - Nicolás Thaller, calciatore argentino
- 7 settembre - Illja Tyrtyšnyk, cestista ucraino
- 7 settembre - YK Osiris, rapper e cantante statunitense
- 8 settembre - Steven Alzate, calciatore colombiano
- 8 settembre - Alexander Bernhardsson, calciatore svedese
- 8 settembre - Fabrizio Ciocale, hockeista su pista argentino
- 8 settembre - Angus Glover, cestista australiano
- 8 settembre - Ronan Hale, calciatore nordirlandese
- 8 settembre - Virgo, rapper bulgaro
- 8 settembre - Nikos Kainourgios, calciatore greco
- 8 settembre - Mercedesz Kantor, pallavolista italiana
- 8 settembre - Emma Laird, modella e attrice inglese
- 8 settembre - Callum Lang, calciatore inglese
- 8 settembre - Isac Lidberg, calciatore svedese
- 8 settembre - Alessio Lorandi, ex pilota automobilistico italiano
- 8 settembre - Léna Mettraux, pistard, ciclista su strada e mountain biker svizzera
- 8 settembre - Marcello Mularoni, calciatore sammarinese
- 8 settembre - Daiki Sugioka, calciatore giapponese
- 9 settembre - David Abagna, calciatore ghanese
- 9 settembre - Manuel Ardao, rugbista a 15 uruguaiano
- 9 settembre - Richmond Aririguzoh, cestista nigeriano
- 9 settembre - Beni Baningime, calciatore della Repubblica Democratica del Congo
- 9 settembre - Dorian Boccolacci, pilota automobilistico francese
- 9 settembre - Choi Min-jeong, pattinatrice di short track sudcoreana
- 9 settembre - Colin Dagba, calciatore francese
- 9 settembre - Neil Farrell Jr., giocatore di football americano statunitense
- 9 settembre - Marlon Fossey, calciatore statunitense
- 9 settembre - Dara, cantante bulgara
- 9 settembre - Dystinct, cantautore belga
- 9 settembre - Jesús Marimón, calciatore colombiano
- 9 settembre - Ēdgar Movsesyan, calciatore armeno
- 9 settembre - Linas Mėgelaitis, calciatore lituano
- 9 settembre - Petr Nouza, tennista ceco
- 9 settembre - Jordan Nwora, cestista statunitense
- 9 settembre - Jamerson Bahia, calciatore brasiliano
- 9 settembre - Marco Todisco, attore italiano
- 9 settembre - Jakub Tůma, cestista ceco
- 9 settembre - Jared Wolfe, giocatore di football americano statunitense
- 9 settembre - Mikael Ymer, tennista svedese
- 10 settembre - Anna Blinkova, tennista russa
- 10 settembre - Jairo Bueno, calciatore spagnolo
- 10 settembre - Facundo Corvalán, cestista argentino
- 10 settembre - Sheck Wes, rapper, modello e cestista statunitense
- 10 settembre - Ágnes Studer, cestista ungherese
- 10 settembre - Daiki Suga, calciatore giapponese
- 10 settembre - Ao Tanaka, calciatore giapponese
- 10 settembre - Mark Webb, giocatore di football americano canadese
- 11 settembre - Ofri Arad, calciatore israeliano
- 11 settembre - Facundo Castet, calciatore argentino
- 11 settembre - Han Kwang-song, calciatore nordcoreano
- 11 settembre - Richard LeCounte, giocatore di football americano statunitense
- 11 settembre - Yahia Nader, calciatore egiziano
- 11 settembre - Owen, rapper svedese
- 11 settembre - Martín Payero, calciatore argentino
- 11 settembre - Abdullah Ramadan, calciatore egiziano
- 11 settembre - Ryan Rehkow, giocatore di football americano statunitense
- 11 settembre - Hanieh Rostamian, tiratrice a volo iraniana
- 11 settembre - T.J. Starks, cestista statunitense
- 11 settembre - Boris Tomiak, calciatore tedesco
- 11 settembre - Julio Villalba, calciatore paraguaiano
- 11 settembre - Thabani Zuke, calciatore sudafricano
- 12 settembre - Daniel Altmaier, tennista tedesco
- 12 settembre - Gabrielle Curry, pallavolista statunitense
- 12 settembre - Saleh El-Sharabaty, taekwondoka giordano
- 12 settembre - Anthony Goelzer, calciatore francese
- 12 settembre - Ahmed Hassan Moussa, calciatore gibutiano
- 12 settembre - Juan Portilla, calciatore colombiano
- 12 settembre - Oli Shaw, calciatore scozzese
- 13 settembre - Falah Waleed, calciatore emiratino
- 13 settembre - Stefan Bissegger, ciclista su strada e pistard svizzero
- 13 settembre - Thomas Bonnet, ciclista su strada e ciclocrossista francese
- 13 settembre - Alexander Dunn, giocatore di badminton britannico
- 13 settembre - Kai Edwards, ex nuotatore australiano
- 13 settembre - Noemi Manno, calciatrice italiana
- 13 settembre - José Rivas, calciatore venezuelano
- 13 settembre - Jhohan Romaña, calciatore colombiano
- 13 settembre - Nikola Stevanović, calciatore serbo
- 13 settembre - Léo Scienza, calciatore brasiliano
- 13 settembre - LaDazhia Williams, cestista statunitense
- 13 settembre - Nell Williams, attrice britannica
- 14 settembre - Joe Caletti, calciatore australiano
- 14 settembre - Nicolás Capaldo, calciatore argentino
- 14 settembre - Francisco Alves da Silva Neto, calciatore brasiliano
- 14 settembre - Akim Djaha, calciatore comoriano
- 14 settembre - Villiam Granath, calciatore svedese
- 14 settembre - Viktor Johansson, calciatore svedese
- 14 settembre - Elena Lilik, canoista tedesca
- 14 settembre - Yostin Salinas, calciatore costaricano
- 14 settembre - Alessandro Vogliacco, calciatore italiano
- 14 settembre - Colin Wili, sciatore freestyle svizzero
- 15 settembre - Gaetano Baviera, pallanuotista italiano
- 15 settembre - Thibault Desseignet, cestista francese
- 15 settembre - A.J. Epenesa, giocatore di football americano statunitense
- 15 settembre - Quenton Jackson, cestista statunitense
- 15 settembre - Amir Kilani, giocatore di football americano francese
- 15 settembre - Rodrigo Martins, calciatore portoghese
- 15 settembre - Jon Morcillo, calciatore spagnolo
- 15 settembre - David Okeke, cestista italiano
- 15 settembre - Christoph Philipps, cestista tedesco
- 15 settembre - Riccardo Porchera, hockeista su pista italiano
- 15 settembre - Kevin Sibille, calciatore argentino
- 15 settembre - Kenta Suzumura, schermidore giapponese
- 15 settembre - Shaun Wade, giocatore di football americano statunitense
- 15 settembre - Kevinho, cantautore e musicista brasiliano
- 16 settembre - Grace Anigbata, triplista, altista e lunghista nigeriana
- 16 settembre - DeeJay Dallas, giocatore di football americano statunitense
- 16 settembre - Zoir Džuraboev, calciatore tagiko
- 16 settembre - Mary Lake, pallavolista statunitense
- 16 settembre - Jean-Pierre Stadler, giocatore di football americano svizzero
- 16 settembre - Robert Stannard, ciclista su strada australiano
- 16 settembre - Aurora Tognetti, pentatleta italiana
- 16 settembre - Charles Vanhoutte, calciatore belga
- 17 settembre - Luka Adžić, calciatore serbo
- 17 settembre - Kikas, calciatore portoghese
- 17 settembre - Nika Babnik, calciatrice slovena
- 17 settembre - Mohamed Brahimi, calciatore francese
- 17 settembre - Richie Ennin, calciatore canadese
- 17 settembre - Merlin Hadzi, calciatore svizzero
- 17 settembre - Pressley Harvin III, giocatore di football americano statunitense
- 17 settembre - Jason Lokilo, calciatore belga
- 17 settembre - Sebastián Lomónaco, calciatore argentino
- 17 settembre - Lars Olden Larsen, calciatore norvegese
- 17 settembre - Diego Poggi, giocatore di calcio a 5 paraguaiano
- 17 settembre - Riccieli, calciatore brasiliano
- 17 settembre - Dan Sheehan, rugbista a 15 irlandese
- 17 settembre - Kai Toews, cestista giapponese
- 17 settembre - Marijn Ververs, cestista olandese
- 17 settembre - Jaylen Watson, giocatore di football americano statunitense
- 18 settembre - Harald Østberg Amundsen, fondista norvegese
- 18 settembre - Antoine Cyr, fondista canadese
- 18 settembre - Rina Fujisawa, goista giapponese
- 18 settembre - Omar Gaye, calciatore gambiano
- 18 settembre - Ethan Hayter, ciclista su strada e pistard britannico
- 18 settembre - Mohamed Abdallah Hussein, calciatore sudanese
- 18 settembre - Roope Korhonen, pilota di rally finlandese
- 18 settembre - Sami Lahssaini, calciatore belga
- 18 settembre - Christian Pulisic, calciatore statunitense
- 18 settembre - Bartosz Rudyk, pistard e ciclista su strada polacco
- 18 settembre - David Sesay, calciatore sierraleonese
- 18 settembre - Semir Smajlagić, calciatore bosniaco
- 18 settembre - Digna Strautmane, cestista lettone
- 18 settembre - Josh Uche, giocatore di football americano statunitense
- 18 settembre - Gianluigi Ugolini, velista italiano
- 19 settembre - Haley Batten, mountain biker statunitense
- 19 settembre - Jacob Bruun Larsen, calciatore danese
- 19 settembre - Kevin Danso, calciatore austriaco
- 19 settembre - Tierna Davidson, calciatrice statunitense
- 19 settembre - Miguel Ferreira de Sousa, calciatore portoghese
- 19 settembre - Khalia Lanier, pallavolista statunitense
- 19 settembre - Alessia Mazzaro, pallavolista italiana
- 19 settembre - Trae Young, cestista statunitense
- 20 settembre - Marco Arop, mezzofondista canadese
- 20 settembre - Nicolas Barbieri, hockeista su pista italiano
- 20 settembre - Or Dasa, calciatore israeliano
- 20 settembre - Grant Delpit, giocatore di football americano statunitense
- 20 settembre - Trevon Diggs, giocatore di football americano statunitense
- 20 settembre - Hereda, calciatore brasiliano
- 20 settembre - Pablo Ibáñez, calciatore spagnolo
- 20 settembre - Aboubakary Koita, calciatore mauritano
- 20 settembre - Katleho Makateng, calciatore lesothiano
- 20 settembre - Khairul Idham Pawi, pilota motociclistico malese
- 20 settembre - Ilijan Stefanov, calciatore bulgaro
- 21 settembre - Óscar Casas, attore spagnolo
- 21 settembre - Thatayaone Ditlhokwe, calciatore botswano
- 21 settembre - José García, calciatore honduregno
- 21 settembre - Alexander Hall, sciatore freestyle statunitense
- 21 settembre - Douglas López, calciatore costaricano
- 21 settembre - Tadej Pogačar, ciclista su strada sloveno
- 21 settembre - Kiko Pomares, calciatore spagnolo
- 21 settembre - Oscar da Silva, cestista tedesco
- 21 settembre - Daniel Sosah, calciatore ghanese
- 21 settembre - Ana Tadić, cestista serba
- 21 settembre - Ike Ugbo, calciatore canadese
- 22 settembre - Facundo Ardiles, calciatore argentino
- 22 settembre - Clément Billemaz, calciatore francese
- 22 settembre - Molly Carlson, tuffatrice canadese
- 22 settembre - Jack Cartwright, nuotatore australiano
- 22 settembre - Sergiu Ciocan, calciatore rumeno
- 22 settembre - Filippo Conca, ciclista su strada italiano
- 22 settembre - Isis Hainsworth, attrice britannica
- 22 settembre - Wilfried Happio, ostacolista francese
- 22 settembre - Dejon Noel-Williams, calciatore grenadino
- 22 settembre - Ronald Rodríguez, calciatore salvadoregno
- 22 settembre - Ėleonora Konstantinovna Sevenard, danzatrice russa
- 23 settembre - Bruce Anderson, calciatore scozzese
- 23 settembre - Tevin Brown, cestista statunitense
- 23 settembre - Facundo Bruera, calciatore argentino
- 23 settembre - Antony Evans, calciatore inglese
- 23 settembre - Orest Lebedenko, calciatore ucraino
- 23 settembre - Francesco Massaro, pallanuotista italiano
- 23 settembre - Mélanie Meillard, sciatrice alpina svizzera
- 23 settembre - Solène Ndama, multiplista e ostacolista francese
- 23 settembre - Valerie Nesbitt, cestista bahamense
- 23 settembre - Nicholas Paul, pistard trinidadiano
- 23 settembre - Graham Ritchie, fondista canadese
- 23 settembre - Joël Schmied, calciatore svizzero
- 23 settembre - A.J. Terrell, giocatore di football americano statunitense
- 23 settembre - Jane Wilde, attrice pornografica statunitense
- 23 settembre - Jack Woolley, taekwondoka irlandese
- 23 settembre - Nahshon Wright, giocatore di football americano statunitense
- 24 settembre - Tessa Cieplucha, nuotatrice canadese
- 24 settembre - Aleksandr Dolgov, calciatore russo
- 24 settembre - Yahya El Hindi, calciatore australiano
- 24 settembre - Destiny Harden, cestista statunitense
- 24 settembre - Laurens Huys, ciclista su strada belga
- 24 settembre - Jackson Ragen, calciatore statunitense
- 24 settembre - Aaron Wheeler, cestista statunitense
- 25 settembre - Nicoleta-Ancuţa Bodnar, canottiera rumena
- 25 settembre - Matej Maglica, calciatore croato
- 25 settembre - Joel Quintero, calciatore ecuadoriano
- 25 settembre - Mallrat, cantante e rapper australiana
- 25 settembre - David Weinstock, giocatore di football americano tedesco
- 25 settembre - Yuan Yue, tennista cinese
- 26 settembre - Issah Abass, calciatore ghanese
- 26 settembre - Igor Fraga, pilota automobilistico brasiliano
- 26 settembre - Émilien Jeannière, ciclista su strada francese
- 26 settembre - Lavinia Marongiu, ex ginnasta italiana
- 26 settembre - Shi Yuhao, lunghista cinese
- 26 settembre - Xie Erhao, goista cinese
- 27 settembre - Evan Battey, ex cestista statunitense
- 27 settembre - Carmen Crescenzi, ex ginnasta italiana
- 27 settembre - Mathias Hove Johansen, velocista norvegese
- 27 settembre - Botir Khasanov, tuffatore uzbeko
- 27 settembre - Rashard Lawrence, giocatore di football americano statunitense
- 27 settembre - Aleksandar Mesarović, calciatore serbo
- 27 settembre - Kōstas Papadakīs, cestista greco
- 27 settembre - Jannik Rochelt, calciatore tedesco
- 27 settembre - Stephanie Samedy, pallavolista statunitense
- 27 settembre - Becky Storrie, ciclista su strada britannica
- 28 settembre - Răzvan Arnăut, lottatore rumeno
- 28 settembre - Victor Bailey, cestista statunitense
- 28 settembre - Alessandro Covi, ciclista su strada italiano
- 28 settembre - Jake Dunwoody, calciatore nordirlandese
- 28 settembre - Alessandro Faccin, hockeista su pista italiano
- 28 settembre - Aleksandra Gorjačkina, scacchista russa
- 28 settembre - Carlos Heredia, calciatore spagnolo
- 28 settembre - Katarina Luketić, pallavolista croata
- 28 settembre - Dan Moore, giocatore di football americano statunitense
- 28 settembre - Alexandru Pașcanu, calciatore rumeno
- 28 settembre - Luke Schoonmaker, giocatore di football americano statunitense
- 28 settembre - Panna Udvardy, tennista ungherese
- 28 settembre - Evina Westbrook, cestista statunitense
- 28 settembre - Matías de los Santos, calciatore uruguaiano
- 28 settembre - Mario Ćurić, calciatore croato
- 29 settembre - Franco Baldassarra, calciatore argentino
- 29 settembre - Luis Campusano, giocatore di baseball statunitense
- 29 settembre - Antenayehu Dagnachew, mezzofondista e maratoneta etiope
- 29 settembre - Ivan Delić, calciatore croato
- 29 settembre - Okan Erdoğan, calciatore tedesco
- 29 settembre - Abdallah Gning, calciatore senegalese
- 29 settembre - Patrick Jones II, giocatore di football americano statunitense
- 29 settembre - Dzsúdló, rapper ungherese
- 29 settembre - Zakia Khudadadi, taekwondoka afghana
- 29 settembre - Nicholas Kipkorir, mezzofondista keniota
- 29 settembre - Vera Lapko, ex tennista bielorussa
- 29 settembre - Jordan Lotomba, calciatore svizzero
- 29 settembre - Petar Mićin, calciatore serbo
- 29 settembre - Mihai Neicuțescu, calciatore rumeno
- 29 settembre - Álvaro Sanz Barrio, cestista spagnolo
- 29 settembre - David Schnegg, calciatore austriaco
- 29 settembre - Bradly Sinden, taekwondoka britannico
- 29 settembre - Manuel Traninger, sciatore alpino austriaco
- 29 settembre - Makar Yurchenko, pilota motociclistico kazako
- 29 settembre - Yahya Zayd, calciatore tanzaniano
- 30 settembre - Samuel Adeniran, calciatore statunitense
- 30 settembre - Yacine Bourhane, calciatore francese
- 30 settembre - Heather Cameron-Hayes, cantautrice, attrice e pianista britannica
- 30 settembre - Aljami Durham, cestista statunitense
- 30 settembre - Sam Ehlinger, giocatore di football americano statunitense
- 30 settembre - Fiona Everard, mezzofondista irlandese
- 30 settembre - Toby Harries, velocista britannico
- 30 settembre - C.J. Henderson, giocatore di football americano statunitense
- 30 settembre - Christián Herc, calciatore slovacco
- 30 settembre - Devin Lloyd, giocatore di football americano statunitense
- 30 settembre - Jerome Ngom Mbekeli, calciatore camerunese
- 30 settembre - Lorenzo Mora, nuotatore italiano
- 30 settembre - Yannis Ngakoutou, calciatore francese
- 30 settembre - Narve Gilje Nordås, mezzofondista norvegese
- 30 settembre - Nate Reuvers, cestista statunitense
- 30 settembre - Brandon Torrico, calciatore boliviano
- 30 settembre - Sofija Šiškina, calciatrice russa